# Komisariat Straży Granicznej „Czarny Dunajec”
Komisariat Straży Granicznej „Czarny Dunajec” – jednostka organizacyjna Straży Granicznej pełniąca służbę ochronną na granicy polsko-czechosłowackiej w latach 1928–1939.

## Geneza
Na wniosek Ministerstwa Skarbu, uchwałą z 10 marca 1920 roku, powołano do życia Straż Celną. Proces tworzenia Straży Celnej trwał do końca 1922 roku. 
Komisariat Straży Celnej „Witów”, wraz ze swoimi placówkami granicznymi, wszedł w podporządkowanie Inspektoratu Granicznego Straży Celnej „Żywiec”.
W drugiej połowie 1927 roku przystąpiono do gruntownej reorganizacji Straży Celnej. W praktyce skutkowało to rozwiązaniem tej formacji granicznej.
Rozkazem nr 5 z 16 maja 1928 roku w sprawie organizacji Małopolskiego Inspektoratu Okręgowego dowódca Straży Granicznej gen. bryg. Stefan Pasławski powołał komisariat Straży Granicznej „Czarny Dunajec”, który przejął ochronę granicy od rozwiązywanego komisariatu Straży Celnej.

## Formowanie i zmiany organizacyjne
Rozporządzeniem Prezydenta Rzeczypospolitej Polskiej Ignacego Mościckiego z 22 marca 1928 roku, do ochrony północnej, zachodniej i południowej granicy państwa, a w szczególności do ich ochrony celnej, powoływano z dniem 2 kwietnia 1928 roku  Straż Graniczną.
Rozkazem nr 5 z 16 maja 1928 roku w sprawie organizacji Małopolskiego Inspektoratu Okręgowego dowódca Straży Granicznej gen. bryg. Stefan Pasławski przydzielił komisariat „Czarny Dunajec” do Inspektoratu Granicznego nr 18 „Nowy Targ” i określił jego strukturę organizacyjną. Już 8 września 1828 dowódca Straży Granicznej rozkazem nr 6  w sprawie organizacji Małopolskiego Inspektoratu Okręgowego podpisanym w zastępstwie przez mjr. Wacława Szpilczyńskiego zmieniał organizację komisariatu i ustalał jego granice. 
Rozkazem nr 7 z 25 września 1929 roku w sprawie reorganizacji i zmian dyslokacji Małopolskiego Inspektoratu Okręgowego komendant Straży Granicznej płk Jan Jur-Gorzechowski określił nową strukturę komisariatu. 
Rozkazem nr 4 z 11 października 1932 roku w sprawach organizacji Małopolskiego Inspektoratu Okręgowego i niektórych inspektoratów granicznych', komendant Straży Granicznej płk Jan Jur-Gorzechowski przeniósł placówkę II linii „Kościelisko” ze składu komisariatu „Czarny Dunajec” do komisariatu „Zakopane”.
Rozkazem nr 2 z 24 sierpnia 1933 roku w sprawach zmian etatowych, przydziałów oraz utworzenia placówek', komendant Straży Granicznej płk Jan Jur-Gorzechowski nakazał wyłączyć placówkę I linii „Dolina Chochołowska” ze składu komisariatu „Zakopane” i włączyć w skład komisariatu „Czarny Dunajec”.
Rozkazem nr 1 z 27 marca 1936 roku  w sprawach [...] zmian w niektórych inspektoratach okręgowych, komendant Straży Granicznej płk Jan Jur-Gorzechowski zniósł placówkę Straży Granicznej I linii „Dolina Chochołowska”.
Rozkazem nr 2 z 8 września 1938 roku w sprawie terminologii odnośnie władz i jednostek organizacyjnych formacji, komendant Straży Granicznej płk Jan Gorzechowski zniósł posterunek SG „Chabówka”.
Rozkazem nr 3 z 31 grudnia 1938 roku w sprawach reorganizacji jednostek na terenach Śląskiego, Zachodniomałopolskiego i Wschodniomałopolskiego okręgów Straży Granicznej, a także utworzenia nowych komisariatów i placówek, komendant Straży Granicznej płk Jan Gorzechowski zniósł placówki I linii „Podczerwone” i  „Chochołów”.
Rozkazem nr 5 z 3 marca 1939 roku w sprawie zmian organizacyjnych [...], komendant Straży Granicznej gen. bryg. Walerian Czuma utworzył posterunek SG „Głodówka” w miejscu placówki I linii „Głodówka” i przeniósł ją do m. Sucha Góra.

## Służba graniczna
Sąsiednie komisariaty:
- komisariat Straży Granicznej „Rajcza” ⇔ komisariat Straży Granicznej „Zakopane” − 1928
- komisariat Straży Granicznej „Jabłonka” ⇔ komisariat Straży Granicznej „Zakopane” − 1935[15]

## Funkcjonariusze komisariatu
| Kierownicy/komendanci komisariatu | Kierownicy/komendanci komisariatu | Kierownicy/komendanci komisariatu | Kierownicy/komendanci komisariatu |
| stopień                           | imię i nazwisko                   | okres pełnienia służby            | kolejne stanowisko                |
| --------------------------------- | --------------------------------- | --------------------------------- | --------------------------------- |
| podkomisarz                       | Roman Bogdanowicz                 | - 18 II 1938                      | komisariat „Zakopane”             |
| podkomisarz                       | Stanisław Roganowicz              | 18 II 1938 -                      |                                   |
| Zastępcy komendanta komisariatu   |                                   |                                   |                                   |
| starszy strażnik                  | Bolesław Smolka                   | 1 V 1939 –                        |                                   |

## Struktura organizacyjna

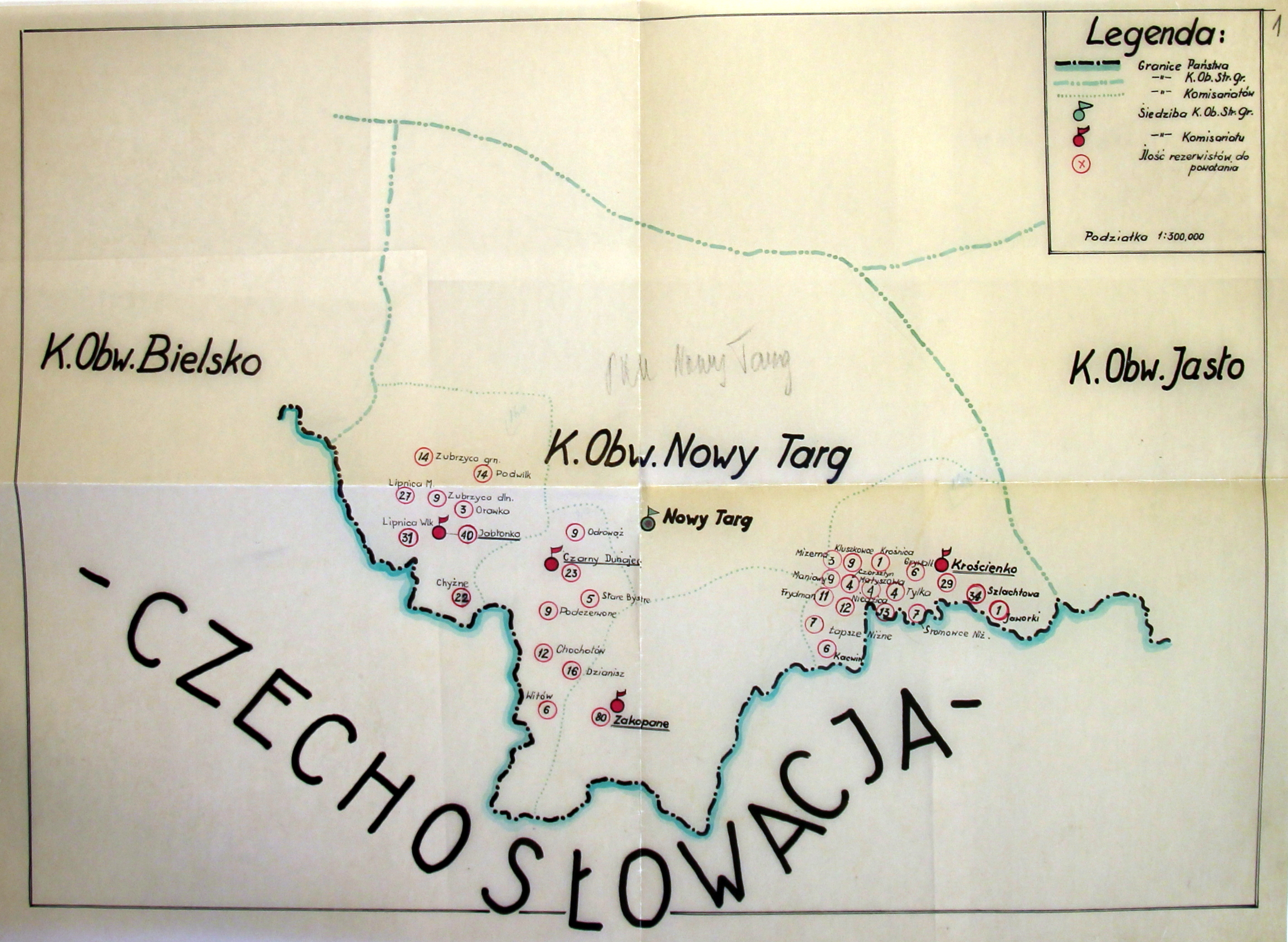
Szkic Obwodu SG „Nowy Targ”

Organizacja komisariatu w kwietniu 1928:
- komenda − Czarny Dunajec
- placówka Straży Granicznej I linii „Roztoki”
- placówka Straży Granicznej I linii „Jabłonka”
- placówka Straży Granicznej I linii „Chochołów”
- placówka Straży Granicznej I linii „Witów”
- placówka Straży Granicznej II linii „Czarny Dunajec”

Organizacja komisariatu we wrześniu 1928:
- placówka Straży Granicznej I linii „Lipnica Wielka” (Stara Lipnica)
- placówka Straży Granicznej I linii „Chyżne”
- placówka Straży Granicznej I linii „Chochołów”
- placówka Straży Granicznej II linii „Jabłonka”
- placówka Straży Granicznej II linii „Czarny Dunajec”

Organizacja komisariatu we wrześniu 1929, w 1931:
- 2/18 komenda − Czarny Dunajec (27 km)
- placówka Straży Granicznej I linii „Podczerwone”
- placówka Straży Granicznej I linii „Chochołów”
- placówka Straży Granicznej I linii „Witów”
- placówka Straży Granicznej I linii „Kościelisko”
- placówka Straży Granicznej II linii „Czarny Dunajec”
- placówka Straży Granicznej II linii „Nowy Targ”

Organizacja komisariatu w 1935:
- komenda − Czarny Dunajec
- placówka Straży Granicznej I linii „Podczerwone” → zniesiona w 1938
- placówka Straży Granicznej I linii „Chochołów” → zniesiona w 1938
- placówka Straży Granicznej I linii „Witów”
- placówka Straży Granicznej I linii „Dolina Chochołowska”
- placówka Straży Granicznej II linii „Czarny Dunajec”
- placówka Straży Granicznej II linii „Nowy Targ”

Organizacja komisariatu w grudniu 1938:
- komenda − Czarny Dunajec
- placówka Straży Granicznej I linii „Głodówka” przeniesiona do m. Sucha Góra
- placówka Straży Granicznej I linii „Witów”
- placówka Straży Granicznej I linii „Kościelisko”
- placówka Straży Granicznej II linii „Czarny Dunajec”